# Brloh (Louny)

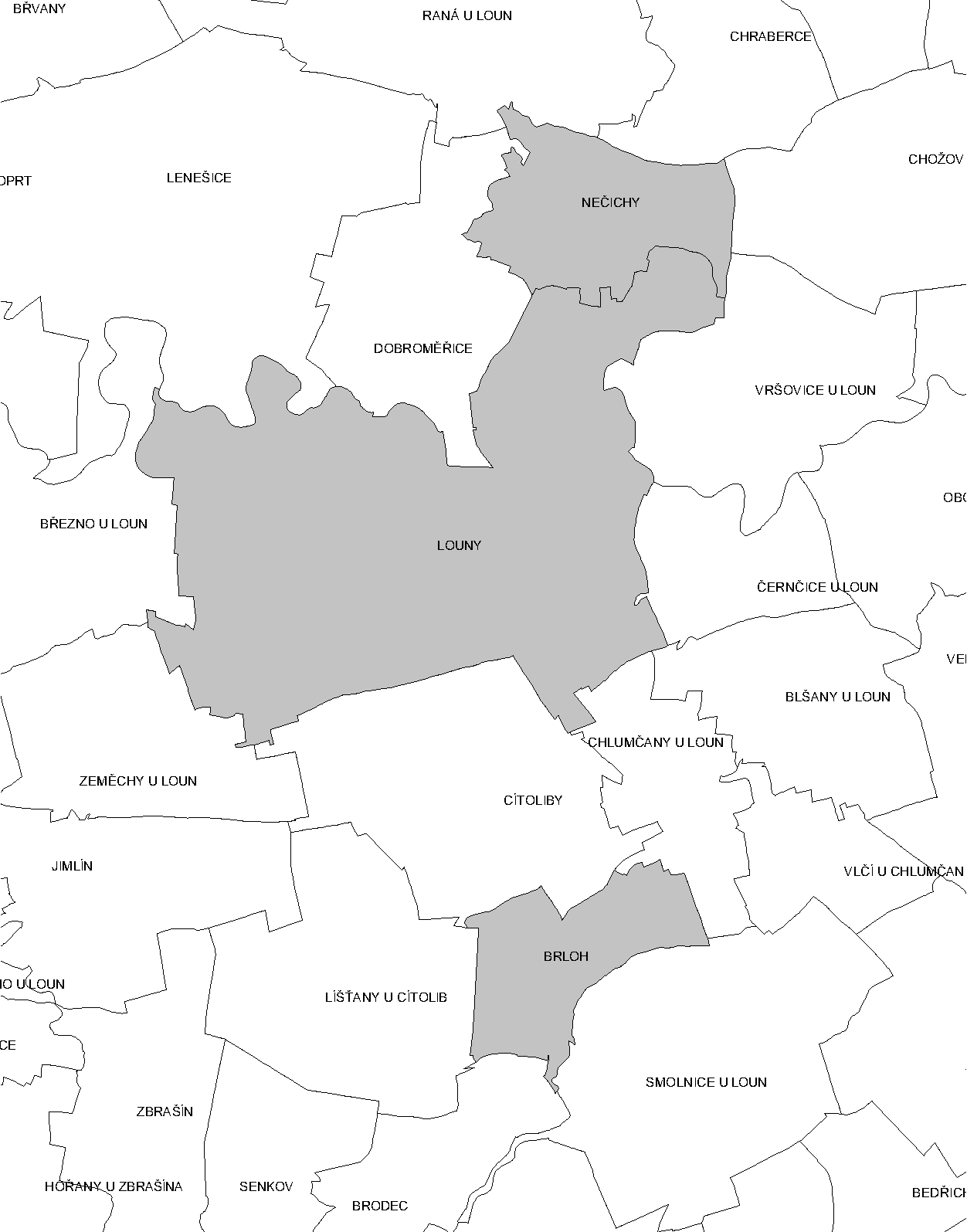
Katastralplan von Louny

Brloh, bis 1923 Brlohy (deutsch Bierloch, auch Brdloch) ist ein Ortsteil der Stadt Louny in Tschechien. Er liegt fünf Kilometer südöstlich des Stadtzentrums von Louny und gehört zum Okres Louny. Brloh bildet eine Exklave des Stadtgebietes.

## Geographie
Brloh befindet sich linksseitig des Baches Smolnický potok (Pschaner Bach) auf der Dolnooharská tabule (Untereger-Tafel). Nordöstlich liegt die Chlumčaner Schleife der Bahnstrecke Praha–Most. Gegen Süden erstreckt sich der Naturpark Džbán.
Nachbarorte sind Cítoliby, Zahradní město, Kotěrova kolonie und Černčice im Norden, Chlumčany und Vlčí im Nordosten, Hřivčice, Vrbno nad Lesy und Toužetín im Osten, Sulec und Smolnice im Südosten, Smolnický Mlýn, Nová Ves, Divice und Průhon im Süden, Brodec und Senkov im Südwesten, Líšťany im Westen sowie Zeměchy im Nordwesten.

## Geschichte
Einer Legende nach soll Brloh früher auf einer Anhöhe am Platz Stará Ves (Altes Dorf) gestanden und später wegen Wassermangels ins Tal verlegt worden sein.
Die erste schriftliche Erwähnung des Dorfes erfolgte im Jahre 1295. Die älteste Nachricht über die Pfarrkirche St. Gallus datiert von 1355. Der Ort war der Stammsitz des Vladikengeschlechtes von Brloh. Die Mühle gehörte im 16. Jahrhundert zur Herrschaft Pravda.
Die Kirche lag seit 1632 wüst. Im August 1652 kaufte Margarethe Blandina von Schützen das Gut Brdloch und schlug es ihrer Herrschaft Zittolieb zu.  Ihr Mann Ernst von Schützen fiel während der Türkenkriege zusammen mit seinen drei Brüdern am 9. September 1661 in der Schlacht bei Komorn. Erbe der Herrschaft wurde sein Sohn Ernst Gottfried (Arnošt Bohumír), der ebenfalls eine militärische Laufbahn eingeschlagen hatte und 1665 mit dem Prädikat Schütz von Leipoldsheim in den Freiherrenstand erhoben wurde. Die Verwaltung des Besitzes blieb in den Händen seiner Mutter, die 1687 verstarb. Nach dem Tode von Ernst Gottfried Schütz von Leipoldsheim († 1715) wurde dessen Sohn Ernst Jaroslaw zum Alleinerben. Er überlebte seinen Vater jedoch nur um fünf Jahre; mit ihm erlosch zugleich das Geschlecht der Schütz von Leipoldsheim. Als Erben für die Herrschaft Zittolieb und Diwitz hatte er seinen Jugendfreund, den Hauptmann des Leitmeritzer Kreises Karl Daniel Pachta von Rayhofen († 1729) eingesetzt. Nachfolgender Besitzer war dessen Neffe Ernst Karl Pachta (1718–1803) ein, der bis zur Volljährigkeit dabei unter der Vormundschaft seines Vaters Johann Joachim Pachta stand. Dieser wurde als Hauptmann des Bunzlauer Kreises während des Österreichischen Erbfolgekrieges von der französischen Armee als Geisel genommen und verstarb am 26. Oktober 1742 während der Belagerung von Prag in Folge der schlechten Haftbedingungen. Im selben Jahre erreichte Ernst Karl Pachta von Rayhofen die Volljährigkeit. Er ließ 1763 eine neue barocke Kirche erbauen. Im Juli 1797 verkaufte Ernst Karl Pachta die Herrschaft Zittolieb mit Diwitz an Jakob Wimmer von Wimmersberg, der sie am 6. Februar 1803 an Joseph II. zu Schwarzenberg veräußerte. 1833 erbte Johann Adolf II. zu Schwarzenberg den Besitz.
Im Jahre 1844 bestand Brdloch, in alten Grundbüchern Bierloch genannt, aus 33 Häusern mit 218 Einwohnern. Im Ort gab es die Filialkirche des hl. Gallus, einen obrigkeitlichen Meierhof und eine zweigängige Mühle. Um das Dorf erstreckten sich große Obstpflanzungen, die gesamte Lehne bis nach Chlumtschan war mit Obstbäumen bestanden. Pfarrort war Zitolib. Bis zur Mitte des 19. Jahrhunderts blieb Brdloch der Allodialherrschaft Zitolib untertänig.
Nach der Aufhebung der Patrimonialherrschaften bildete Brlohy / Brdloch ab 1850 eine politische Gemeinde im Bezirk und Gerichtsbezirk Laun. 1923 wurde die Schreibweise des tschechischen Ortsnamens in Brloh geändert. Im Zuge der Bodenreform wurde das der Familie Schwarzenberg gehörige Großgut Cítoliby in den Jahren 1924–1925 parzelliert.
1961 wurde Brloh nach Cítoliby eingemeindet. Zum 1. Mai 1976 erfolgte die Eingemeindung von Brloh und Cítoliby nach Louny.
Im Jahre 1991 hatte das Dorf 103 Einwohner, beim Zensus von 2001 lebten in den 68 Wohnhäusern von Brloh 109 Personen. Brloh ist ein Hopfenbauort, die Obstplantagen nördlich des Dorfes sind Hopfengärten gewichen.

## Ortsgliederung
Der Ortsteil Brloh bildet zugleich einen Katastralbezirk.

## Sehenswürdigkeiten
- Barocke Kirche des hl. Gallus auf dem Friedhof am südlichen Ortsrand, erbaut 1763 anstelle eines im Dreißigjährigen Krieg erloschenen Vorgängerbaus aus dem 14. Jahrhundert.[5] Das verzierte Friedhofstor entstand im 19. Jahrhundert. Die Kirche ist ungenutzt und baufällig.
- Gehöft Nr. 1 in Volksbauweise mit Giebel im Bauernbarockstil
- Vernerův mlýn, Haus Nr. 26, die historische Wassermühle entstand um 1630. Zu ihren Besitzern gehörten die Müllerfamilien Kopřiva, Haberzettl, Sochor und Verner. Im Jahre 2007 wurde sie zum Kulturdenkmal erklärt.[6]
- Glockenturm und Kreuz auf dem Dorfplatz

## Söhne und Töchter des Ortes
- Václav Jan Kopřiva (1708–1789), böhmischer Komponist und Schlosskapellmeister, Vater von Karel Blažej Kopřiva